# Günter Sawitzki
Günter Sawitzki (né le 22 novembre 1932 à Herne (Allemagne) et mort le 14 décembre 2020) est un joueur de football international allemand, qui évoluait au poste de gardien de but.

## Biographie

### Carrière en sélection
Avec l'équipe d'Allemagne, il dispute 10 matchs (pour aucun but inscrit) entre 1956 et 1963.
Il dispute les coupes du monde de 1958 et 1962.